# Mike Murphy (Eishockeyspieler, 1950)
Michael John Murphy (* 12. September 1950 in Toronto, Ontario) ist ein ehemaliger kanadischer Eishockeyspieler sowie jetziger -trainer und -funktionär, der in seiner aktiven Zeit von 1968 bis 1983 unter anderem für die St. Louis Blues, New York Rangers und Los Angeles Kings in der National Hockey League gespielt hat.

## Karriere
Mike Murphy begann seine Karriere als Eishockeyspieler bei den Toronto Marlboros, für die er von 1968 bis 1970 in der Juniorenliga Ontario Hockey Association aktiv war. Anschließend wurde er im NHL Amateur Draft 1970 in der zweiten Runde als insgesamt 25. Spieler von den New York Rangers ausgewählt. Zunächst spielte er jedoch in der Saison 1970/71 für die Omaha Knights aus der Central Hockey League. In dieser Spielzeit wurde er in das Second All-Star Team der Liga gewählt und erhielt die Auszeichnung zum Rookie des Jahres der CHL. In Omaha begann er auch die folgende Spielzeit, ehe er am 15. November 1971 zusammen mit Jack Egers und André Dupont im Tausch gegen Gene Carr, Jim Lorentz und Wayne Connelly an die St. Louis Blues abgegeben wurde. Bei den St. Louis Blues setzte er sich als Stammspieler in der National Hockey League durch, ehe er im März 1973 im Tausch gegen Ab DeMarco zu den New York Rangers zurückkehrte. Auch bei seinem zweiten Anlauf bei den Rangers, konnte er sich bei diesen nicht durchsetzen, woraufhin er im November 1973 zusammen mit Sheldon Kannegiesser und Tom Williams im Tausch gegen Gilles Marcotte und Réal Lemieux an die Los Angeles Kings abgegeben wurde. Dort war er in den folgenden zehn Jahren einer der Führungsspieler. Zudem vertrat der Kanadier seine Mannschaft im NHL All-Star Game 1980. Im Anschluss an die Saison 1982/83 beendete er seine Karriere im Alter von 32 Jahren.
Zur Saison 1984/85 wurde Murphy als Assistenztrainer unter Pat Quinn von den Los Angeles Kings verpflichtet. Im Laufe der Saison 1986/87 löste er Quinn auf der Position als Cheftrainer ab und unterlag am Saisonende mit seiner Mannschaft in der ersten Runde der Playoffs um den Stanley Cup. Zu Beginn der folgenden Spielzeit wurde er nach einem schwachen Start der Kings wieder entlassen. Von 1988 bis 1990 war er als Assistenztrainer beim NHL-Ligarivalen Vancouver Canucks tätig. In der Saison 1990/91 führte er als Cheftrainer die Milwaukee Admirals aus der International Hockey League in die erste Playoff-Runde um den Turner Cup. Die folgenden drei Jahre verbrachte er als Assistenz bei den Toronto Maple Leafs in der NHL, ehe er in selber Funktion zwei Jahre für den Ligarivalen New York Rangers arbeitete. Von 1996 bis 1998 kehrte er als Cheftrainer zu den Toronto Maple Leafs zurück, scheiterte mit seiner Mannschaft jedoch in beiden Spielzeiten an der Playoff-Qualifikation. Zuletzt war er in der Saison 2000/01 als Assistenztrainer der Ottawa Senators tätig. In der Folgezeit war er für die National Hockey League selbst tätig. Zunächst war er Vice President of Hockey Operations und ab 2008 Senior Vice President of Hockey Operations.

### International
Für Kanada nahm Murphy an der Weltmeisterschaft 1978 teil, bei der er mit seiner Mannschaft die Bronzemedaille gewann.

## Erfolge und Auszeichnungen
- 1971 CHL Rookie of the Year
- 1971 CHL Second All-Star Team
- 1980 Teilnahme am NHL All-Star Game

### International
- 1978 Bronzemedaille bei der Weltmeisterschaft

## Familie
Mike Murphy hat drei Söhne namens Patrick, Ryan und Sean, die ebenso professionelle Eishockeyspieler waren wie seine beiden Schwager Daryl Evans und Vic Venasky. Sein Neffe Julian Melchiori ist ebenfalls professioneller Eishockeyspieler.